# Cantonul Cosne-Cours-sur-Loire-Nord
Cantonul Cosne-Cours-sur-Loire-Nord este un canton din arondismentul Cosne-Cours-sur-Loire, departamentul Nièvre, regiunea Burgundia, Franța.

## Comune
- Annay
- La Celle-sur-Loire
- Cosne-Cours-sur-Loire (parțial, reședință)
- Myennes
- Neuvy-sur-Loire